# Strasbourgs katolska ärkestift

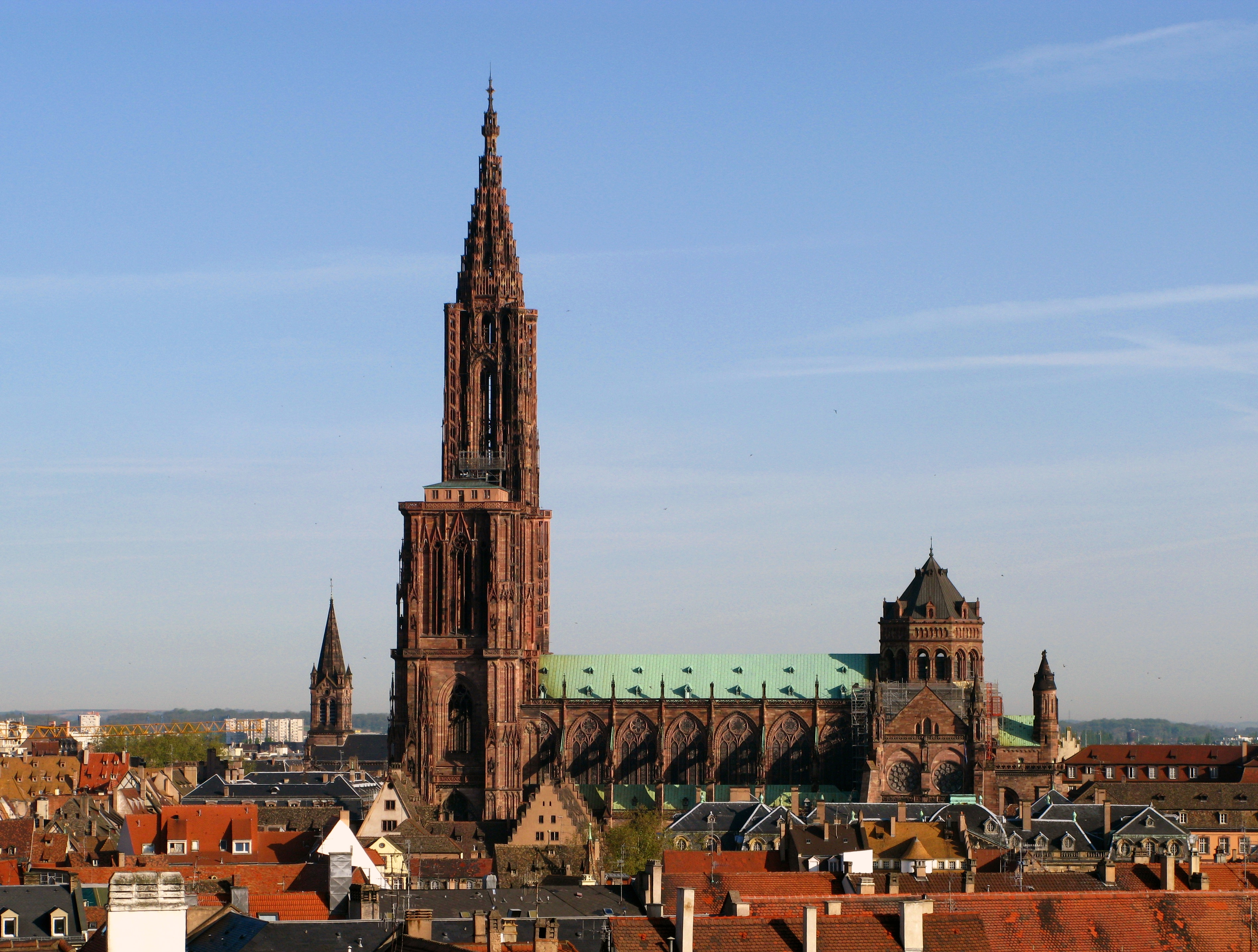
Strasbourgs katedral.

Strasbourgs katolska ärkestift (franska: Archidiocèse de Strasbourg; tyska: Erzbistum Straßburg; latin: Archidioecesis Argentoratensis) är ett katolskt ärkestift tillhörande katolska kyrkan i Frankrike, och som tillämpar latinsk rit.